# K-teoria ritorta
La K-teoria è una struttura matematica che gioca un ruolo centrale nella topologia algebrica, nell'algebra e nella teoria degli operatori. La K-teoria ritorta è una versione di quest'ultima.

## Introduzione
La K-teoria dello spazio M è l'anello che classifica le topologie delle fibrazioni sullo spazio M. Introdotta 50 anni fa da Alexander Grothendieck, sono state scoperte, nel frattempo, parecchie applicazioni in fisica, soprattutto per il calcolo delle anomalie nella teoria quantistica dei campi, e negli ultimi anni, per la classificazione delle D-brane nella teoria delle stringhe.  Quest'ultima applicazione è stata congetturata nel 1997 da Ruben Minasian e Gregory Moore nel loro articolo K-theory and Ramond-Ramond Charge. In seguito, tanti ricercatori hanno provato a generalizzare, applicando i loro risultati al caso, in presenza dei flussi di Neveu-Schwarz, tuttavia senza alcun  successo, finché un gruppo di matematici dell'Università di Adelaide si accorse che, per generalizzare la K-teoria, occorreva la K-teoria ritorta.
Esistono parecchie generalizzazioni della K-teoria.  Ad esempio, si può ritorcerla con una p-classe di coomologia. Tuttavia, solo nel caso della K-teoria ritorta con la terza classe di coomologia esiste un'interpretazione geometrica.  Fortunatamente questo è proprio il caso "rilevante" per la teoria delle stringhe.

## Definizione matematica
Nel 1989 Jonathan Rosenberg ha introdotto la K-teoria ritorta nell'articolo Continuous-Trace Algebras from the Bundle Theoretic Point of View.  Prima di spiegarla, egli rinviò ad una formulazione della K-teoria dello spazio M proposta da Michael Atiyah. Consideriamo uno spazio di Hilbert {\displaystyle {\mathcal {H}}} ed anche lo spazio Fred({\displaystyle {\mathcal {H}}}), che consiste in tutti gli operatori di Fredholm sul {\displaystyle {\mathcal {H}}}. Ebbene, Atiyah dimostrava che la K-teoria di M è uguale allo spazio delle funzioni da M a Fred({\displaystyle {\mathcal {H}}}), dove identificheremo le funzioni omotopiche.  C'è inoltre un altro modo per descrivere una funzione da M a Fred({\displaystyle {\mathcal {H}}}).  Potremmo costruire la fibrazione triviale di Fred({\displaystyle {\mathcal {H}}}) su M, cioè il prodotto di M e Fred({\displaystyle {\mathcal {H}}}), e poi una sezione di questa fibrazione triviale, e precisamente una funzione da M a Fred({\displaystyle {\mathcal {H}}}). Dunque Atiyah ha dimostrato che la K-teoria di M corrisponde alle sezioni della fibrazione banale di Fred({\displaystyle {\mathcal {H}}}) su M.
Rosenberg ha generalizzato questa formulazione di Atiyah per includere la 3-classe H che gioca un ruolo chiave nella teoria delle stringhe. Egli ha rimpiazzato la fibrazione triviale nella definizione di Atiyah con una fibrazione non-triviale, quella associata ad una fibrazione di PU({\displaystyle {\mathcal {H}}}), gli operatori proiettivi unitari sullo spazio di Hilbert {\displaystyle {\mathcal {H}}}. Queste fibrazioni sono classificate precisamente dalla 3-classe, dunque ogni H corrisponde ad una fibrazione e dunque ad una K-teoria ritorta. Dopodiché egli ha definito una K-teoria ritorta per ogni 3-classi H. La rilevanza della teoria delle stringhe era comunque rimasta un mistero per una decina di anni dopo l'articolo di Rosenberg.

## La K-teoria ritorta nella teoria delle stringhe
Un problema importante nella teoria delle stringhe è di classificare le D-brane; in pratica si cerca di capire quali configurazioni delle D-brane siano consistenti, e quali siano stabili. Di seguito si considera questo problema nella teoria nota come teoria delle superstringhe di tipo II.
Negli anni '90 si pensava che le D-brane fossero classificate dalla coomologia integrale.  Intuitivamente, una D-brana può avvolgere qualunque ciclo e sarà stabile se non ci fosse stata una deformazione (cobordismo) dal ciclo fino a nulla.  Ma questa classificazione si dimostrava troppo semplicistica.  Ad  esempio, nel 1999 abbiamo scoperto, dall'effetto dielettrico di Myers, che una brana può aumentare la sua dimensione.  Dunque, al minimo, la classe delle deformazioni da considerare doveva essere aumentata.  Nel frattempo Minasian e Moore hanno proposto un'alternativa, ovvero che, nei casi speciali le D-brane siano classificate dalla K-teoria.  Nel 2000 Peter Bouwknegt e Mathai Varghese hanno esteso questa congettura al caso generale esponendo poi nel loro articolo D-branes, B-fields and twisted K-theory come le D-brane siano classificabili non dalla K-teoria ordinaria ma, al contrario, dalla K-teoria ritorta di Rosenberg.
Per capire perché oggi la maggior parte degli stringhisti si fidano di questa congettura, bisogna ritornare al 1999.  In Anomalies in String Theory with D-branes, Daniel Freed e Edward Witten hanno dimostrato che, contrariamente alla classificazione della coomologia, esistono vari cicli che una sola D-brana non può mai avvolgere.  Oggi si dice che tali D-brane "vietate" soffrono di un'anomalia di Freed-Witten.  Dunque le configurazioni delle brane consistenti non corrispondono a tutta la coomologia, ma solo al sottoinsieme delle brane che non siano anomale.
Juan Maldacena, Gregory Moore e Nathan Seiberg, nel loro articolo D-Brane Instantons and K-Theory Charges, hanno esteso quest'argomento per dimostrare che anche qualche brane consistente, grazie all'anomalia di Freed-Witten, decadono per i processi di Myers.  Quindi la classificazione finale dovrebbe essere il quoziente del sottoinsieme delle D-brane che non soffrono dell'anomalia per il sottoinsieme delle D-brane che siano instabili.  Usando un trucco matematico detto "sequenza spettrale di Atiyah-Hirzebruch", essi hanno dimostrato che questo quoziente di un sottoinsieme sia precisamente la K-teoria ritorta, come hanno congetturato Bouwknegt e Mathai.